# Єктов Іван Михайлович
Іван Михайлович Єктов (нар. 8 вересня 1903, місто Новочеркаськ, тепер Ростовської області, Російська Федерація — 14 лютого 1986, місто Донецьк) — інженер, директор Донецького металургійного заводу (ДМЗ; 1953—1970). Герой Соціалістичної Праці (22.03.1966).

## Біографія
Народився в родині вчителя. У 1930 році закінчив Донський політехнічний інститут у місті Новочеркаську, отримав кваліфікацію «інженер-металург». За відрядженням Наркомважпрому СРСР прибув на Сталінський металургійний завод в місто Сталіно (Донецьк) і був призначений змінним інженером сортопрокатного цеху. У квітні 1931 року переведений до вальцетокарної майстерні і призначений помічником начальника і калібрувальника. У 1932—1934 роках працював у сортопрокатному цеху начальником зміни, заступником начальника цеху і начальником сортопрокатного цеху. У 1934—1938 роках з його ініціативи і за його ескізами в цеху була проведена механізація трудомістких процесів і раціоналізовані калібрування.
У 1938 році призначений заступником головного інженера заводу. У 1940—1941 роках працював в технічному відділу та спеціальному відділі, де керував виробництвом снарядних марок сталей і танкової броні.
З початком німецько-радянської війни в жовтні 1941 року разом із заводом евакуйований у Свердловську область РРФСР, де працював начальником термокалібрувального цеху Сєровського металургійного заводу. Член ВКП(б) з 1940 року.
Після зайняття радянською армією міста Сталіно (Донецька) керував відбудовою прокатних цехів Сталінського металургійного заводу імені Сталіна. З 15 вересня 1943 року наказом по Сталінському металургійному заводу призначений начальником прокатних цехів. З 1944 по 1953 рік працював заступником головного інженера, начальником виробничого відділу та головним інженером Сталінського металургійного заводу.
У 1953—1970 роках — директор Донецького металургійного заводу. Саме в ці роки на заводі було введено в дію найпотужнішу в Європі установку безперервного лиття сталі. З 1970 по 1975 роки працював у Донецькому науково-дослідному інституті чорної металургії.
Потім — на пенсії у місті Донецьку.

## Нагороди
- Герой Соціалістичної Праці (22.03.1966)
- два ордени Леніна (19.07.1958, 22.03.1966)
- орден Жовтневої Революції (30.03.1971)
- орден Трудового Червоного Прапора (6.02.1951)
- орден «Знак Пошани» (31.03.1945)
- медаль «За трудову доблесть» (5.05.1949)
- медалі
- Почесна грамота Президії Верховної Ради Української РСР  (5.10.1963)
- лауреат Ленінської премії (1960) (за активну участь у впровадженні природного газу в доменний процес)
- заслужений металург УРСР (16.07.1965)